# 舍米诺
舍米诺（法語：Cheminot，法語發音：[ʃəmino] ⓘ；洛林语：Chemnat）是法国摩泽尔省的一个市镇，位于该省西南部，和默尔特-摩泽尔省接壤，属于梅斯区。

## 地名
该地在高卢罗马时期就已有“Villa Caminetum”的名称。历史上出现的名称如下：Camenittum (945年)、Caminet (1075年)、Caminetum (1192年)、Cheminet (1211年)、Chaminetum (1227年)、Chaminat (1308年)、Chemenat (1338年)、Chaimenat (1372年)、Chamenat (1404年)、Chaminon (1429年)、Chamenet (1431年)、Cheminat (1500年)、Chaminot (1513年)、Cheminon (1594年)、Chemeno (17世纪)。意为“铁路工人”的法语单词“cheminot”与该地名相同，但其与该地名无关。

## 地理
舍米诺（48°56'49"N, 6°8'21"E）面积11.5 平方千米，位于法国大東部大區摩泽尔省，该省份为法国东北部内陆省份，是洛林的一部分，西南接默尔特-摩泽尔省，东临下莱茵省，北与卢森堡和德国接壤。
与舍米诺接壤的市镇（或旧市镇、城区）包括：布克西耶尔-苏弗鲁瓦蒙、埃普利、莱梅尼勒、塞耶河畔莫维尔、洛里-马尔迪尼、卢维尼、锡莱尼。
舍米诺的时区为UTC+01:00、UTC+02:00（夏令时）。

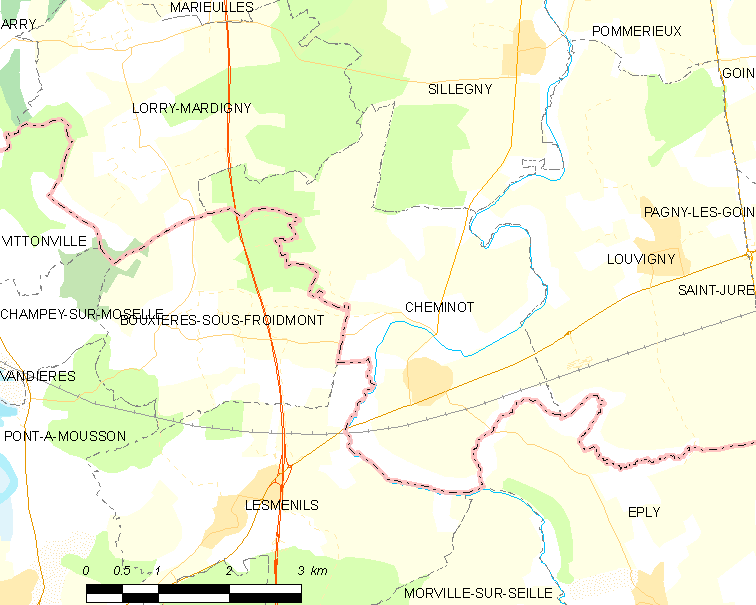
舍米诺的OSM定位图

## 行政
舍米诺的邮政编码为57420，INSEE市镇编码为57137。

## 政治
舍米诺所属的省级选区为福尔克蒙县。

## 人口

1962-2008年间舍米诺人口变化图示

舍米诺于2022年1月1日时的人口数量为824人。